# سیارک ۱۷۲۷۳
سیارک ۱۷۲۷۳ (به انگلیسی: 17273 Karnik، نامگذاری:2000LD13) هفده هزار و دویست و هفتاد و سومین سیارک کشف شده‌است که در ۵ ژوئن ۲۰۰۰ کشف شد.
قدر مطلق سیارک برابر ۱۴.۱ است.